# شلی مارتینز

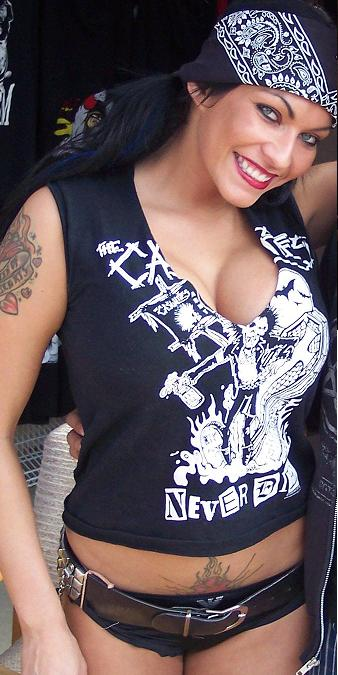
شِلی مارتینز در سال ۲۰۰۷

شلی مارتینز (به انگلیسی: Shelly Martinez) (زادهٔ ۹ فوریه ۱۹۸۰) مانکن، مربی و بازیکن کُشتی کَچ مکزیکی/آمریکایی است.
او به‌خاطر حضور در رقابت‌های ای‌سی‌دابلیو با نام «اِریل» و رقابت‌های تی‌اِن‌اِی تحت نام مستعار «سالیناس» شهرت دارد.